# Titularbistum Mauricastro
Mauricastro (ital.: Maurocastrum) ist ein Titularbistum der römisch-katholischen Kirche. 
Es geht zurück auf einen antiken Bischofssitz in der Stadt Maurocastrum in der römischen Provinz Moesia inferior (Niedermösien) bzw. in der Spätantike Scythia an der ukrainischen Schwarzmeerküste.
| Titularbischöfe von Mauricastro |                                |                                                                                              |                 |                  |
| Nr.                             | Name                           | Amt                                                                                          | von             | bis              |
| 1                               | Heiliger Pedro Sans i Jordà OP | Apostolischer Koadjutorvikar von Fo-Kien Apostolischer Vikar von Fujian (China)              | 29. Januar 1728 | 26. Mai 1747     |
| 2                               | José de Oliveira Calado        | Weihbischof in Braga (Portugal)                                                              | 15. Mai 1752    | 4. Dezember 1777 |
| 3                               | John Baptist Mary David PSS    | Koadjutorbischof von Bardstown (USA)                                                         | 4. Juli 1817    | 25. August 1832  |
| 4                               | John Baptist Mary David PSS    | Emeritierter Bischof von Bardstown (USA)                                                     | 21. März 1834   | 12. Juli 1841    |
| 5                               | Annetto Casolani               | Apostolischer Vikar von Zentralafrika (Zentralafrika)                                        | 3. April 1846   | 1. August 1866   |
| 6                               | Paul-François Puginier MEP     | Apostolischer Koadjutorvikar von West-Tonking Apostolischer Vikar von West-Tonking (Vietnam) | 7. Juni 1866    | 25. April 1892   |
| 7                               | Walterus Staal SJ              | Apostolischer Vikar von Batavia (Indonesien)                                                 | 23. Mai 1893    | 10. Juli 1897    |